# Sesuvium edmonstonei
Sesuvium edmonstonei (sam biển Galapagos) là một loài sam biển trong họ Aizoaceae. Đây là loài bản địa quần đảo Galapagos (Ecuador). 